# George Sharratt Pearson
Pour les articles homonymes, voir George Pearson et Pearson.
James Atkinson Abrams (27 avril 1880-24 août 1966) est un homme politique canadien de la Colombie-Britannique. Il est député provincial libéral de la circonscription britanno-colombienne de Nanaimo de 1928 à 1933, d'Alberni-Nanaimo de 1933 à 1941, de Nanaimo and the Islands de 1941 à 1945 et en tant que député de la coalition de 1945 à 1952.
Il occupe la fonction de ministre du Travail et de Commissaire au Pêcheries.

## Biographie
Né à Bromley dans le Staffordshire en Angleterre, Pearson arrive au Canada en 1889 et étudie à Nanaimo. Il est président du Nanaimo General Hospital.
Pearson meurt à Nanaimo en août 1966 à l'âge de 86 ans.

## Politique
En 1942, Pearson est un représentant politique puissant qui milite de façon catégorique pour le renvoi de l'ensemble de la population japonaise vivant en Colombie-Britannique, malgré les informations de la Gendarmerie royale du Canada, de l'Armée et de la Marine qui indiquaient que cette population ne représentait aucune menace.

## Hommage
Le George Pearson Centre du Vancouver Coastal Health (en), originairement nommé  Pearson Tuberculosis Hospital, est nommé en son honneur. Le Pearson Bridge et le parc Pearson de Nanaimo lui rendent également hommage, ainsi que l'ancien ferry MV George S. Pearson de BC Ferry.
Le 14 septembre 2021, la Vancouver Coastal Health Authority annonce vouloir renommer le George Pearson Centre en raison de son lobbying contre les droits et libertés des Japonais-Canadiens dans les années 1940.